# Batesville (Arkansas)
Batesville es la ciudad más grande y la sede del condado de Independence, Arkansas, Estados Unidos. Según el censo de 2020, tiene una población de 11 191 habitantes.
Se localiza a 183 km de Little Rock, la capital estatal.

## Historia
Es la segunda municipalidad más antigua del estado de Arkansas, luego de Georgetown. Su nombre es en honor de James Woodson Bates, quien vivió en la localidad y fue el primer delegado territorial de Arkansas en el Congreso de los Estados Unidos. Otros nombres que el pueblo ha tenido son Napoleon y Polk Bayou.
Durante sus primeros días, Batesville fue un puerto importante en el río Blanco y servía como punto de entrada para el interior del norte de Arkansas. Batesville jugó un papel importante en la colonización de la región de la meseta de Ozark y sirvió como la oficina central para el norte de Arkansas.
El primer asentamiento en el área de Batesville fue establecido en 1810, cerca de la boca del arroyo Polk Bayou. Para 1819, el pueblo tenía un ferry que cruzaba el río Blanco y aproximadamente una docena de casas. Un diseño parcial para el pueblo fue realizado a principios de 1821, y el 3 de marzo de 1822 se promulgó una ley que establecía el diseño del pueblo. Batesville se convirtió en la sede de condado en 1821. En enero de 1822, el juez Richard Searcy abrió el primer circuito judicial estatal del pueblo. La primera oficina de correo del pueblo fue establecida en 1882, la cual se convirtió en el edificio de la corte del condado en 1830. El 25 de septiembre de 1836, poco después de que Arkansas fuera admitido como estado, el gobernador James Sevier Conway incorporó la Batesville Academy, la primera academia del estado. En el pasado, el área alrededor de la ciudad ha tenido varias canteras de mena de manganeso, rocas de fosfato, arenisca, caliza y mármol.
Actualmente, Batesville solo tiene una escuela secundaria dentro de los límites de la ciudad, la Batesville High School (Escuela Secundaria de Batesville). Batesville alberga al Lyon College, una universidad afiliada con la Iglesia Presbiteriana de los Estados Unidos, conocida por realizar el Festival Escocés de Arkansas cada primavera. Además, la University of Arkansas Community College at Batesville, una universidad comunitaria, se encuentra en la ciudad. La ciudad contiene tres National Register Historic Districts (Distritos Históricos del Registro Nacional) y varias propiedades individuales están incluidas en el Registro Nacional de Lugares Históricos. 

## Geografía
La localidad está ubicada en las coordenadas 35°46′7″N 91°37′22″O / 35.76861, -91.62278 (35.768572, -91.622652). Según la Oficina del Censo de los Estados Unidos, la ciudad tiene un área de 30,33 km², de los cuales 30,03 km² corresponden a tierra y 0,30 km² a agua.

## Demografía

### Censo de 2020
| Raza                   | Núm. | Porc.  |
| ---------------------- | ---- | ------ |
| Blancos                | 8103 | 72.41% |
| Afroamericanos         | 493  | 4.41%  |
| Amerindios             | 114  | 1.02%  |
| Asiáticos              | 224  | 2.00%  |
| Isleños del Pacífico   | 14   | 0.13%  |
| Otras razas            | 1390 | 12.42% |
| De una mezcla de razas | 853  | 7.62%  |

Del total de la población, el 18.79% son hispanos o latinos de cualquier raza.

### Censo de 2000
Para el censo de 2000, había 9.445 personas, 3.777 hogares y 2.383 familias en la ciudad. La densidad de población era 353,9 hab/km². Había 4.146 viviendas para una densidad promedio de 153,8 por kilómetro cuadrado. De la población 91,42% eran blancos, 4,65% afroamericanos, 0,29% amerindios, 1,16% asiáticos, 0,07% isleños del Pacífico, 1,40% de otras razas y 1,01% de dos o más razas. 2,50% de la población eran hispanos o latinos de cualquier raza.
Se contaron 3.865 hogares, de los cuales 28,5% tenían niños menores de 18 años, 49,4% eran parejas casadas viviendo juntos, 10,5% tenían una mujer como cabeza del hogar sin marido presente y 36,9% eran hogares no familiares. 33,8% de los hogares eran de un solo miembro y 16,9% tenían alguien mayor de 65 años viviendo solo. La cantidad de miembros promedio por hogar era de 2,28 y el tamaño promedio de familia era de 2,92.
En la ciudad la población está distribuida en 22,0% menores de 18 años, 12,0% entre 18 y 24, 25,6% entre 25 y 44, 22,2% entre 45 y 64 y 18,2% tenían 65 o más años. La edad media fue 38 años. Por cada 100 mujeres había 88,0 varones. Por cada 100 mujeres mayores de 18 años había 84,1 varones.
El ingreso medio para un hogar en la ciudad fue de $33.133 y el ingreso medio para una familia $42.634. Los hombres tuvieron un ingreso promedio de $31.068 contra $20.506 de las mujeres. El ingreso per cápita de la ciudad fue de $17.753. Cerca de 11,1% de las familias y 14,5% de la población estaban por debajo de la línea de pobreza, 15,1% de los cuales eran menores de 18 años y 16,6% mayores de 65.

## Residentes y nativos notables
- Elisha Baxter, décimo Gobernador de Arkansas.
- Daniel Haigwood, jugador de las Grandes Ligas de Béisbol.
- Mark Martin, piloto de NASCAR.
- William Read Miller, primer gobernador nativo de Arkansas.
- Rick Monday, antiguo jugador de béisbol
- Charlie Strong, entrenador de fútbol americano.